# Americas Rugby Championship 2017
Americas Rugby Championship 2017 – druga edycja Americas Rugby Championship, stworzonego przez World Rugby turnieju dla reprezentacji narodowych obu Ameryk mającego za zadanie podniesienie jakości rugby na tym kontynencie, a siódma ogółem. Odbędzie się systemem kołowym z udziałem sześciu reprezentacji w dniach 3 lutego – 4 marca 2017 roku.
Sześć uczestniczących zespołów rywalizowało systemem kołowym w ciągu pięciu weekendów pomiędzy 3 lutego a 4 marca 2017 roku. Zwycięzca meczu zyskiwał cztery punkty, za remis przysługiwały dwa punkty, porażka nie była punktowana, a zdobycie przynajmniej czterech przyłożeń lub przegrana nie więcej niż siedmioma punktami premiowana była natomiast punktem bonusowym. Gospodarzem meczu w poszczególnych parach był zespół, który w poprzedniej edycji rozgrywał spotkanie na wyjeździe. Ogólny harmonogram rozgrywek ogłoszono na początku września 2016 roku ze szczegółami opublikowanymi w styczniu 2017 roku. Sędziowie zawodów zostali wyznaczeni w połowie stycznia 2017 roku. Tylko z jednego meczu nie była zaplanowana transmisja na żywo, zaś umowa telewizyjna miała obowiązywać do roku 2020.
W decydującym o tytule, ostatnim meczu turnieju zmierzyły się mające na koncie po dziewiętnaście punktów i cztery zwycięstwa drużyny Argentyny i USA. Argentyńczycy prowadzili na dziesięć minut przed końcem spotkania dwunastoma punktami, jednak zawodnicy z Ameryki Północnej odrobili tę stratę, a podwyższone przyłożenie zdobyte już po końcowej syrenie dało im nie tylko remis, ale i punkt bonusowy, dzięki któremu triumfowali w całych zawodach.

## Tabela

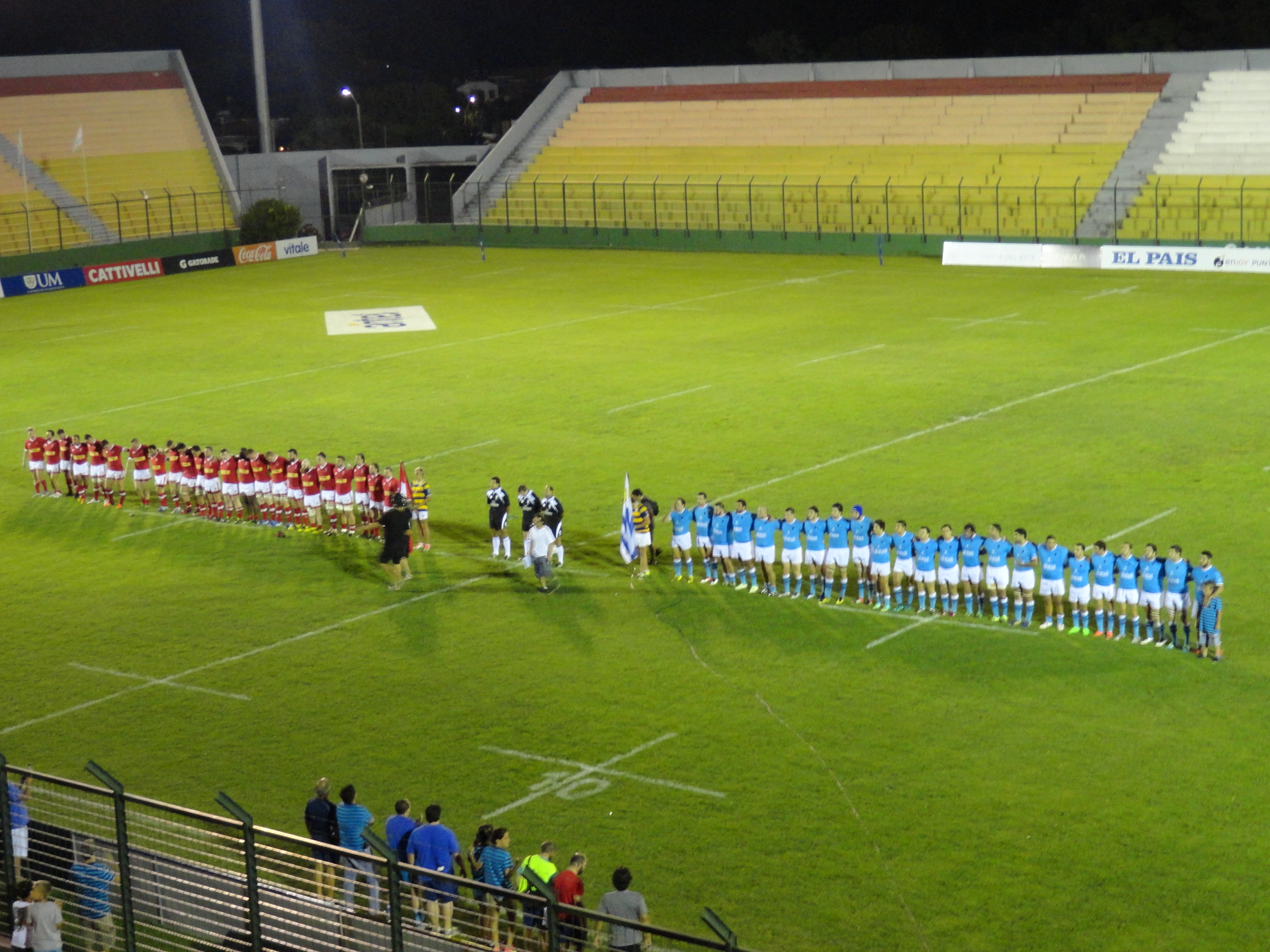
Hymny przed meczem Urugwaj–Kanada

## Mecze

### Tydzień 1
| 3 lutego 201720:15 | Brazylia | 17:3(0:3) | Chile | Estádio do Pacaembu, São Paulo Widzów: 3500 Sędzia: Claudio Cattivelli |
| 3 lutego 201720:15 |          | 17:3(0:3) |       | Estádio do Pacaembu, São Paulo Widzów: 3500 Sędzia: Claudio Cattivelli |

| 4 lutego 201715:00 | Stany Zjednoczone | 29:23(16:13) | Urugwaj | Toyota Field, San Antonio Widzów: 3000 Sędzia: Chris Assmus |
| 4 lutego 201715:00 |                   | 29:23(16:13) |         | Toyota Field, San Antonio Widzów: 3000 Sędzia: Chris Assmus |

| 4 lutego 201717:00 | Kanada | 6:20(3:3) | Argentyna | Westhills Stadium, Langford Widzów: 2000 Sędzia: Kurt Weaver |
| 4 lutego 201717:00 |        | 6:20(3:3) |           | Westhills Stadium, Langford Widzów: 2000 Sędzia: Kurt Weaver |

### Tydzień 2
| 11 lutego 201718:00 | Stany Zjednoczone | 51:3(13:0) | Brazylia | Dell Diamond, Round Rock Widzów: 6091 Sędzia: Pablo Deluca |
| 11 lutego 201718:00 |                   | 51:3(13:0) |          | Dell Diamond, Round Rock Widzów: 6091 Sędzia: Pablo Deluca |

| 11 lutego 201719:10 | Argentyna | 57:12(24:7) | Urugwaj | Estadio Villa Mitre, Bahía Blanca Widzów: 6000 Sędzia: Kurt Weaver |
| 11 lutego 201719:10 |           | 57:12(24:7) |         | Estadio Villa Mitre, Bahía Blanca Widzów: 6000 Sędzia: Kurt Weaver |

| 11 lutego 201717:00 | Kanada | 36:15(17:3) | Chile | Westhills Stadium, Langford Widzów: 1509 Sędzia: Derek Summers |
| 11 lutego 201717:00 |        | 36:15(17:3) |       | Westhills Stadium, Langford Widzów: 1509 Sędzia: Derek Summers |

### Tydzień 3
| 18 lutego 201718:00 | Chile | 10:45(3:17) | Argentyna | Estadio CAP, Talcahuano Widzów: 5000 Sędzia: Ricardo Sant'Anna |
| 18 lutego 201718:00 |       | 10:45(3:17) |           | Estadio CAP, Talcahuano Widzów: 5000 Sędzia: Ricardo Sant'Anna |

| 18 lutego 201720:00 | Urugwaj | 23:12(15:6) | Brazylia | Estadio Domingo Burgueño Miguel, Maldonado Sędzia: Pablo Deluca |
| 18 lutego 201720:00 |         | 23:12(15:6) |          | Estadio Domingo Burgueño Miguel, Maldonado Sędzia: Pablo Deluca |

| 18 lutego 201717:00 | Kanada | 34:51(15:25) | Stany Zjednoczone | Swangard Stadium, Burnaby Widzów: 3416 Sędzia: Damian Schneider |
| 18 lutego 201717:00 |        | 34:51(15:25) |                   | Swangard Stadium, Burnaby Widzów: 3416 Sędzia: Damian Schneider |

### Tydzień 4
| 25 lutego 201715:40 | Chile | 9:57(6:17) | Stany Zjednoczone | Estadio San Carlos de Apoquindo, Santiago Sędzia: Ricardo Sant'Anna |
| 25 lutego 201715:40 |       | 9:57(6:17) |                   | Estadio San Carlos de Apoquindo, Santiago Sędzia: Ricardo Sant'Anna |

| 25 lutego 201717:40 | Argentyna | 79:7(22:7) | Brazylia | Estadio Agustín Pichot, Ushuaia Widzów: 3500 Sędzia: Claudio Cattivelli |
| 25 lutego 201717:40 |           | 79:7(22:7) |          | Estadio Agustín Pichot, Ushuaia Widzów: 3500 Sędzia: Claudio Cattivelli |

| 25 lutego 201720:00 | Urugwaj | 17:13(17:3) | Kanada | Estadio Domingo Burgueño Miguel, Maldonado Sędzia: Derek Summers |
| 25 lutego 201720:00 |         | 17:13(17:3) |        | Estadio Domingo Burgueño Miguel, Maldonado Sędzia: Derek Summers |

### Tydzień 5
| 3 marca 201719:15 | Brazylia | 24:23(17:14) | Kanada | Estádio do Pacaembu, São Paulo Sędzia: Damian Schneider |
| 3 marca 201719:15 |          | 24:23(17:14) |        | Estádio do Pacaembu, São Paulo Sędzia: Damian Schneider |

| 4 marca 201716:00 | Urugwaj | 45:14(24:9) | Chile | Estadio Charrúa, Montevideo Sędzia: Kurt Weaver |
| 4 marca 201716:00 |         | 45:14(24:9) |       | Estadio Charrúa, Montevideo Sędzia: Kurt Weaver |

| 4 marca 201717:40 | Argentyna | 27:27(10:15) | Stany Zjednoczone | Estadio Municipal, Comodoro Rivadavia Sędzia: Joaquín Montes |
| 4 marca 201717:40 |           | 27:27(10:15) |                   | Estadio Municipal, Comodoro Rivadavia Sędzia: Joaquín Montes |